# NGC 5256
 NGC 5256  الصورة التي تأتي بها تلسكوب هابل الفضائي تبين اصتدام مجرتين . المسافة بين نواتي المجرنين أصبحت على مسافة نحو 13000 سنة ضوئية . وهي تقع في كوكبةالدب الأكبر (كوكبة). اكتشفها ويليام هيرشيل في 12 مايو 1787. تمكن العلماء حديثا من استبيان نواتي المجرتين، المسفة بينهما نحو 13046.3 سنة ضوئية. يبعد حوالي 350 مليون سنة ضوئية عن الأرض.
تناثرت النجوم، ويوجد في وسط أحد المجرتين ثقب أسود يكتسب بعض النجوم من المجرة الآخرى.
تشير الأرصاد الفلكية إلى أنه بعد الانفجار العظيم بنحو 400 مليون سنة بدأت نجوم تظهر في مجرات صغيرة . وبسبب تصادمها بعضها البعض نشأت منها مجرات كبيرة، وتتميز المجرات الكبيرة أن في وسط كل منها يوجد ثقب أسود تقدر كتلته ملايين وأحيانا آلاف الملايين الكتلة الشمسية . في وسط مجرتنا - [[مجرة درب التبانة - يوجد ثقب أسود تقدر كتلته بنحو 3 ملايين كتلة شمسية يلتهم كثير مما يحيطه من نجوم وغازات . تبعد الشمس عنه نحو 27 ألف سنة ضوئية ، أي في مكان آمن منه.

## وصلات خارجية
- NGC 5256 على موقع ويكي سكاي: DSS2, SDSS, GALEX, IRAS, Hydrogen α, X-Ray, Astrophoto, Sky Map, Articles and images